# Klecks

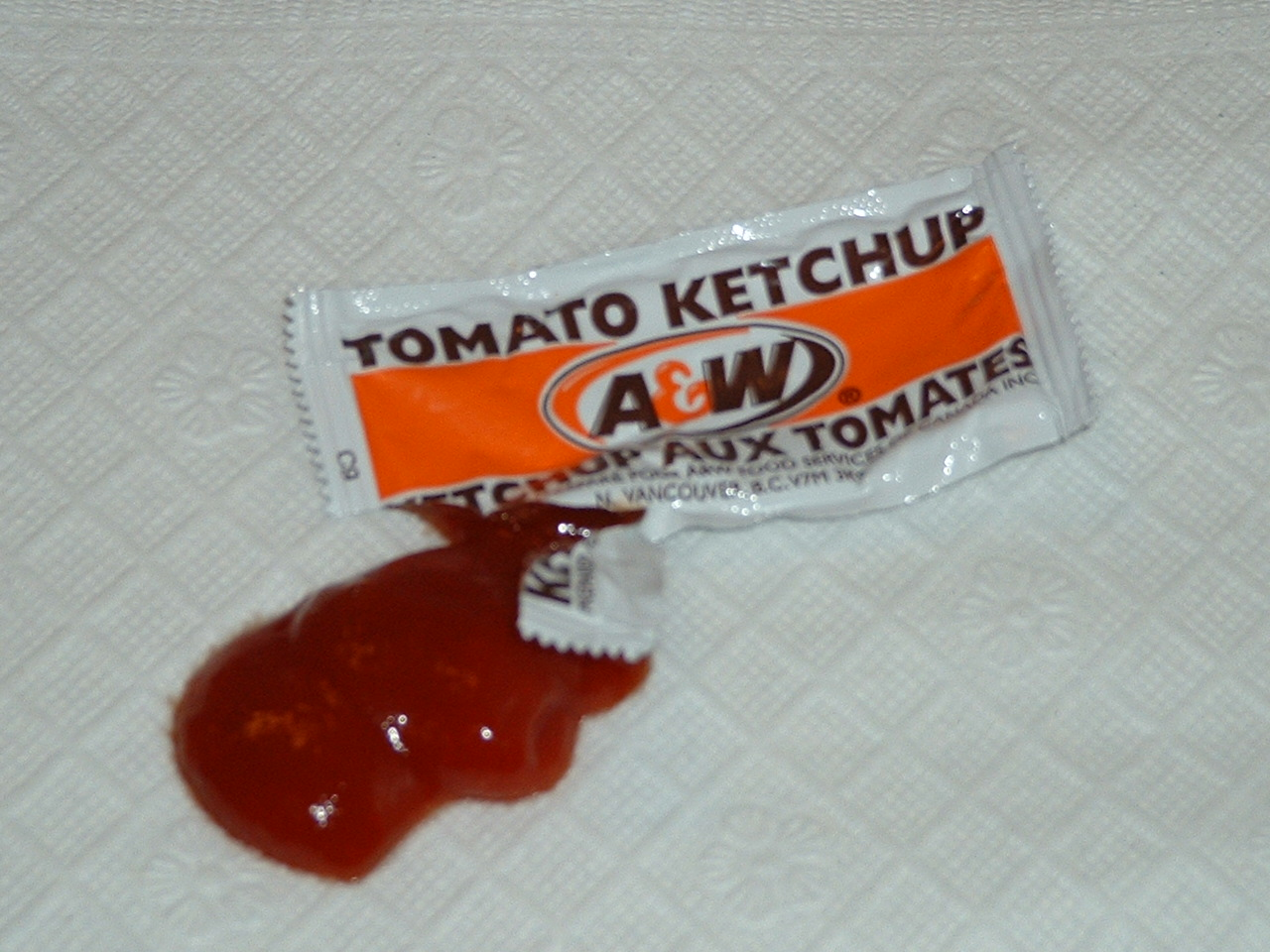
Ein Klecks Ketchup aus einem Portionsbeutel

Ein Klecks [klɛks], auch ein Klacks, ist eine kleine Menge viskoser oder pastöser Materie auf einer anderen Oberfläche oder einem anderen Gegenstand. Ist diese Materie flüssiger, spricht man von einem Spritzer, ist sie fester, von einem Bröckchen. Ein Klecks kann sich bilden, wenn er unterhalb der Elastizitätsgrenze selbständig durch sein eigenes, spezifisches Gewicht von einer größeren Menge der gleichen Materie abtropfen kann, aber bis zur Fließgrenze (noch) nicht fließt.

Klecks ist ein häufig gebrauchtes Wort im Zusammenhang mit Lebensmitteln: Ein Klecks Senf, Marmelade, Schlagsahne, Honig und so weiter. Aber auch andere Stoffe mit der richtigen Viskosität können Kleckse bilden, wie zum Beispiel ein Farbklecks, Tintenklecks oder Vogelkot. Diese Kleckse verursachen dann unerwünschte Flecken beispielsweise auf schlecht zu reinigenden Textilien.
Eine bewusste Anwendung findet der Klecks unter anderem in der Klecksographie und im Rorschachtest.
Als Klecks oder englisch Cluster im Sinne von Haufen wird in der Astronomie eine nicht näher bestimmbare Anhäufung von Strahlung in einer bestimmten Himmelsrichtung bezeichnet, die sich deutlich von ihrer Umgebung abhebt. Die Verwendung resultiert aus dem Problem der Unschärfe, die zum Verschwimmen einzelner Punkte und damit zur „Klecksbildung“ führt.
Der Klacks wird auch als synonyme Bezeichnung für Kleinigkeit, Lappalie oder Leichtigkeit („Das ist für Dich doch ein Kinderspiel/Klacks!“) verwendet.

## Etymologie
Das Wort Kleck ist onomatopoetisch in der Bedeutung für etwas Schwerflüssiges hinwerfen seit dem 16. Jahrhundert belegbar. Das anhängende s ist entweder auf mittel- und norddeutsche Umgestaltung zu sehen, die häufig bei Worten mit der Endung auf k einhergehen, oder es bildete sich nach dem Verbum klecksen, sofern dieses älter ist. Das schwache Verb klecken ist etymologisch sowohl mit dem Verb klacken als auch mit dem Verb kleckern verwandt, die sich beide iterativ gebildet haben. Eine Verwandtschaft mit ,Kladde‘ und ,Klittern‘ wird vermutet.